# Brasilotyphlus guarantanus
Brasilotyphlus guarantanus é uma espécie de anfíbio da família Siphonopidae. Endêmica do Brasil, é encontrada nos estados do Pará e Mato Grosso.

## Características
O Brasilotyphlus guarantanus foi descrito pela primeira vez em 2009 a partir de um espécime coletado no município de Guarantã do Norte no Mato Grosso. É uma das duas espécies do gênero Brasilotyphlus, sendo a outra o Brasilotyphlus braziliensis.

### Tamanho:
Mede entre 20 e 30 centímetros de comprimento, geralmente.

### Corpo alongado e cilíndrico
Não possui membros e tem um corpo adaptado para a vida subterrânea, assim como outras cobras-cegas.

### Olhos reduzidos
Olhos pequenos e pouco funcionais, cobertos por pele.

### Pele lisa e sem escama
Geralmente é escura, com tons que variando entre o marrom e o cinza.

### Tentáculos sensoriais
Há um par de tentáculos sensoriais, próximos aos olhos, que ajudam na detecção de presas e na orientação no ambiente.

### Subterrâneo
Geralmente vive em solos úmidos em florestas tropicais.

### Alimentação
Alimenta-se principalmente de minhocas, insetos e outros invertebrados que encontra no solo.

### Reprodução
Ovípara, com os ovos sendo depositados em cavidades no solo. As larvas se desenvolvem em ambiente aquático.

## Conservação
A principal ameaça é a perda de habitat devido ao desmatamento e à expansão agrícola. 
De acordo com a lista vermelha de espécies ameaçadas da A IUCN (International Union for Conservation of Nature) de 2021a espécie está listada como menos preocupante.